# 校车

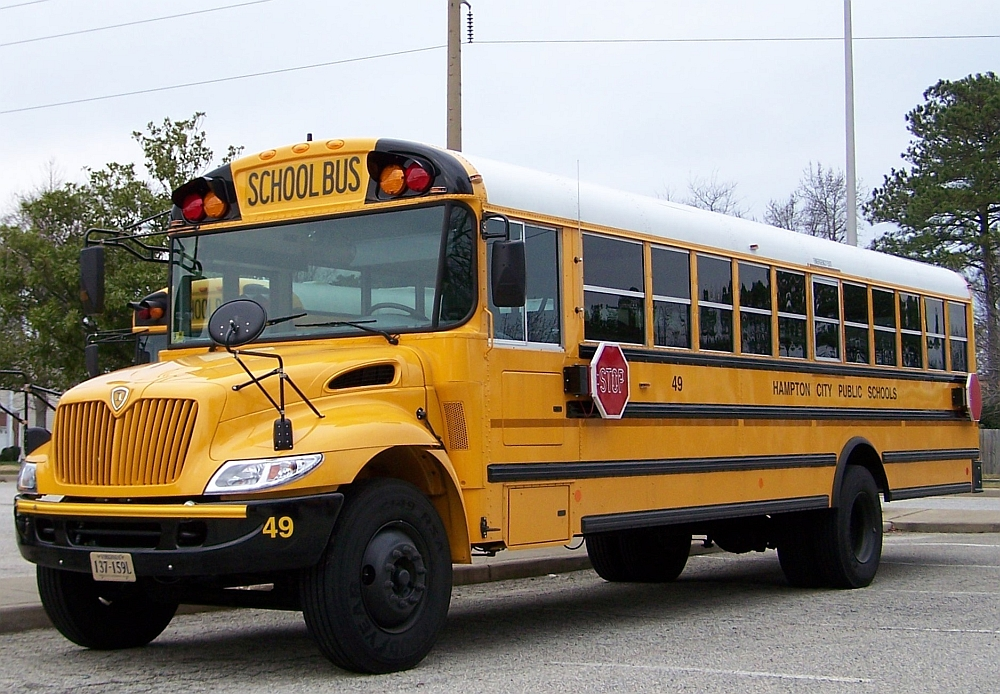
美式傳統校巴。位於美國維珍尼亞州。

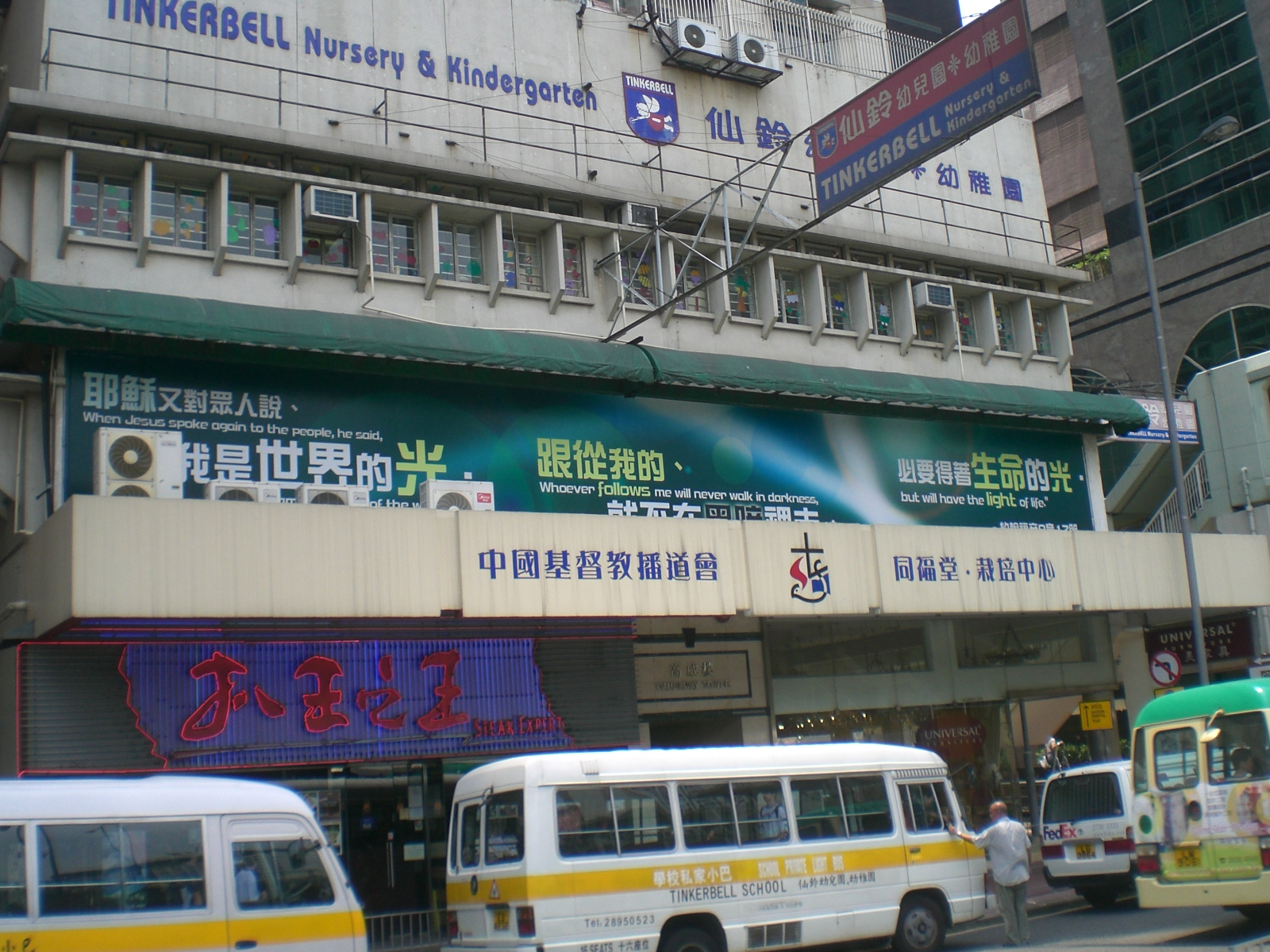
香港褓姆小巴(舊款塗裝)

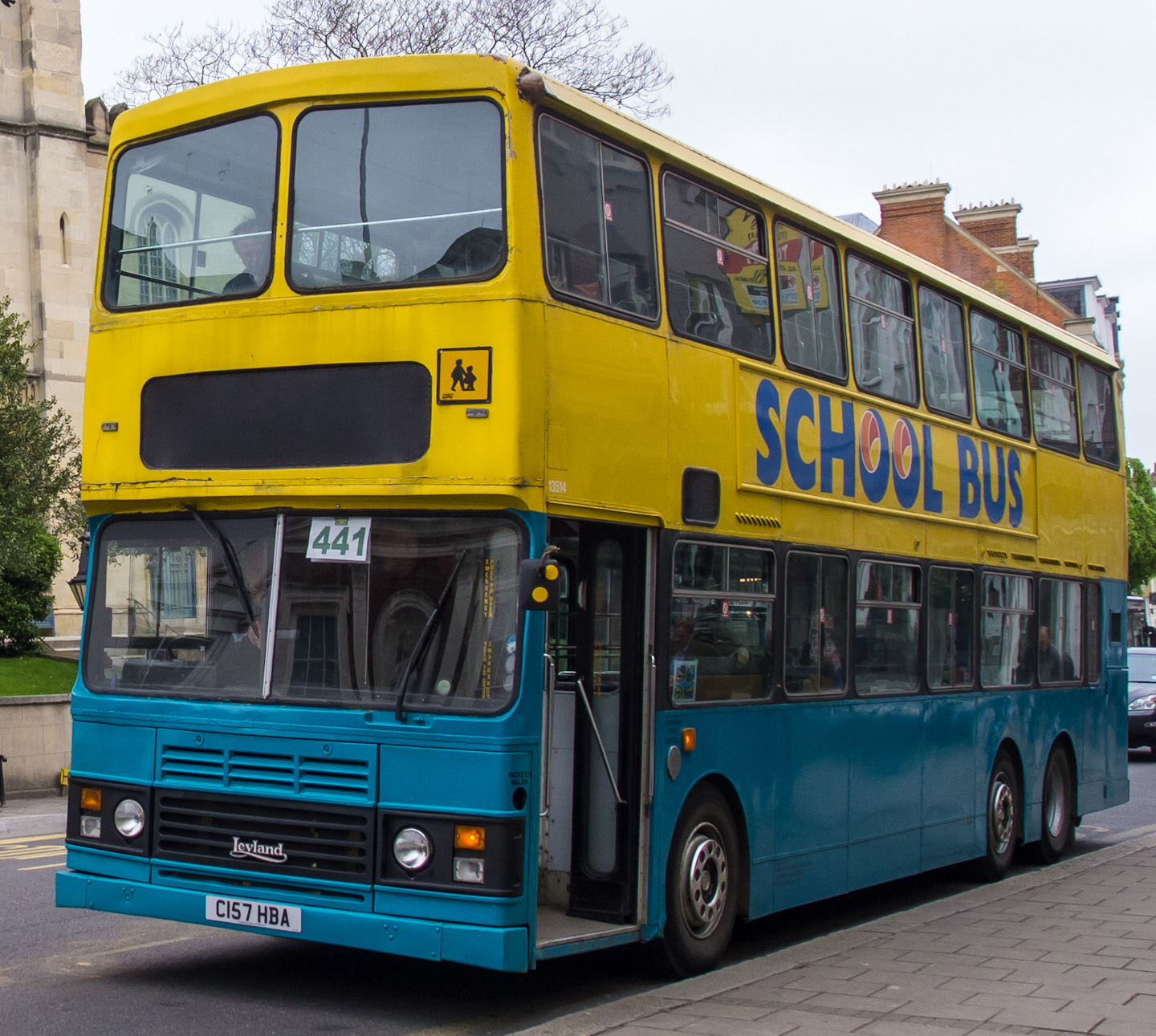
英國的校巴（此車為香港九龍巴士轉讓）

校车，又稱校巴、学校巴士、學生巴士，是用来运送學生、教職員往返学校的一种交通工具。是集體運輸工具之一，收月費或年費。可能是校方聘請司機、採購車輛自行經營，或是與地區性的公車業者簽約租用的學生專車。

## 历史

### 马拉校车
世界上首辆校车是乔治·史利伯（George Shillibeer）於1827年制造的，它采用马作为动力，能载25名儿童。.成立于1837年的的Wayne Works，Wayne Corporation的前身，是一家制作这种校车的公司。

### 机动校车
- 1914年，在汽车发明之后，Wayne Works将马拉校车的车厢装到汽车底盘上，成为了最早的机动校车。此时的校车的座位不像现在是全部朝前的，而是在车厢的四周装上一圈座位。
- 在1927年前后，Wayne Works和另外一家校车生产商Blue Bird Body Company开始生产全金属车体的校车，这种校车已经和今日的校车基本相似了。后来其他的厂家也纷纷效仿生产校车，其中福特汽车公司生产的校车还十分畅销。[3]

## 世界各地的校车

### 台灣

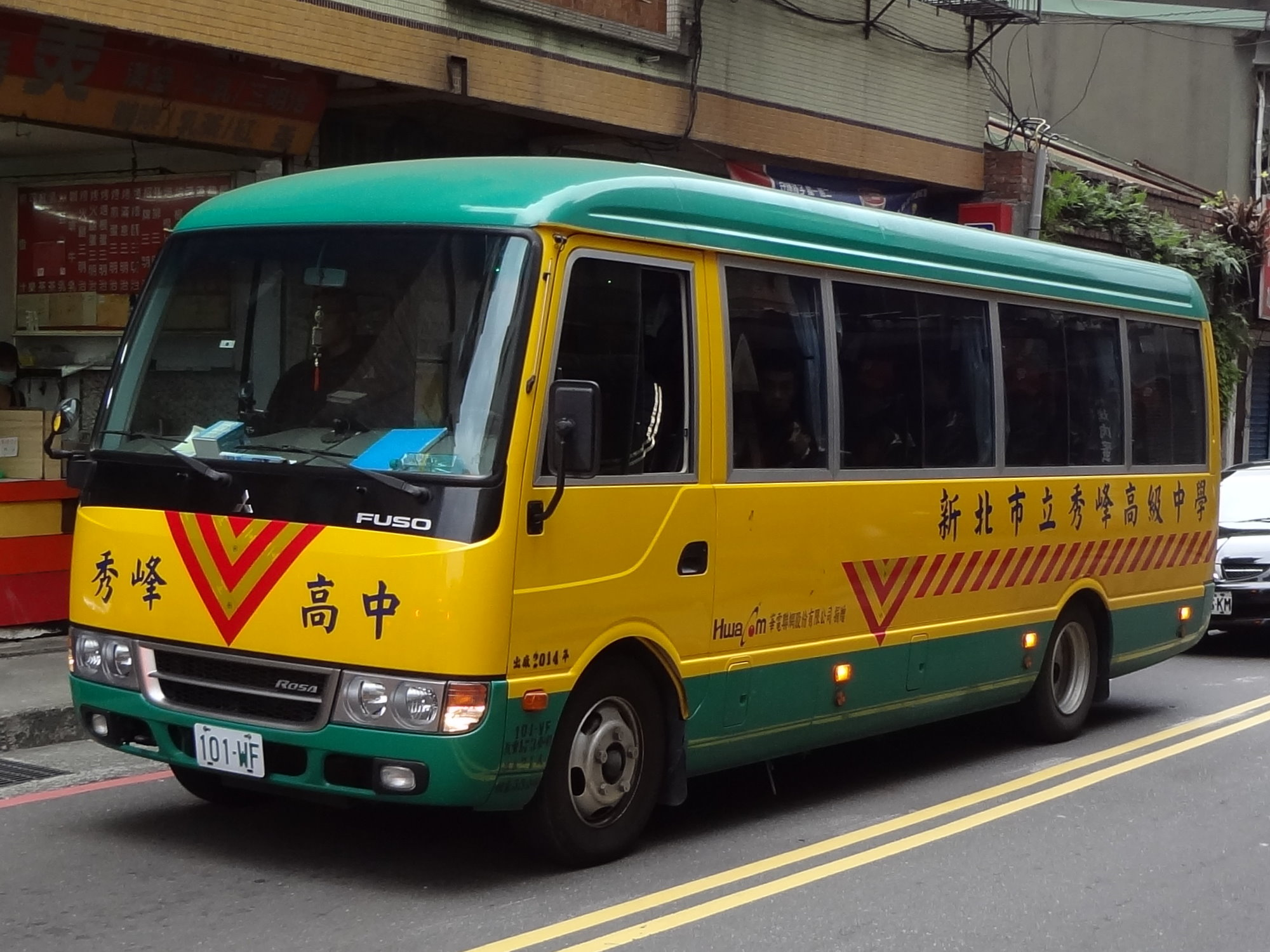
新北市一輛三菱Rosa校車

一般的公立學校很少自有的校車，通常與地方客運公司或遊覽車公司訂立合約承租巴士，而客運業者則向學生收取打洞式的學生月票（現在則改用悠遊卡等電子票證）；而部分私立學校會使用自購的校車或承租巴士，供居住在鄰近城鎮的學生通學。一些有多個校區的大專院校也有校車供學生與教職員搭乘往來於不同校區。

### 香港

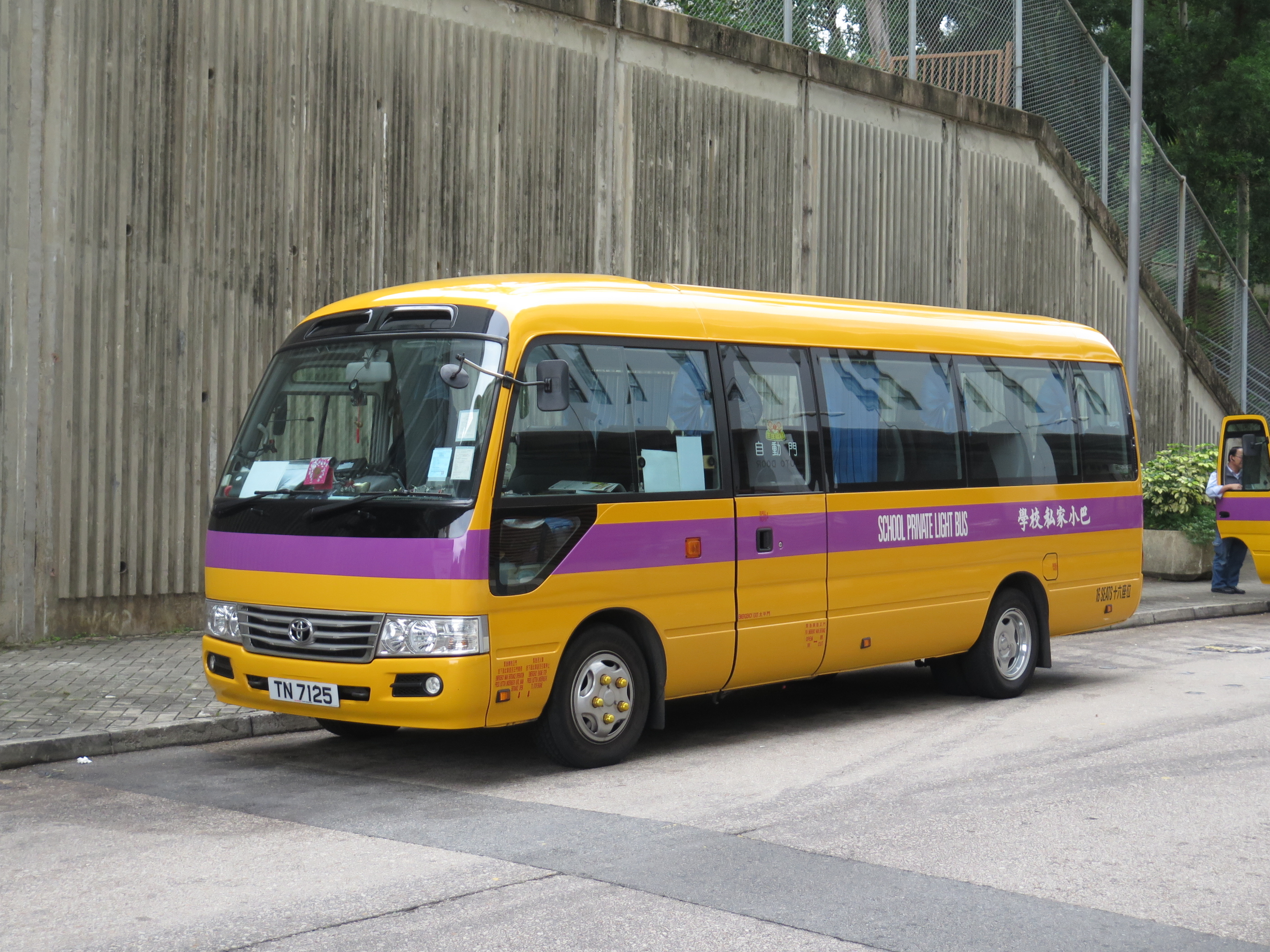
香港一輛豐田Coaster褓姆小巴

香港主要是幼稚園、小學為學生提供校巴服務，方便居住距離學校較遠的學生，一般是校方與旅遊巴公司簽約承租旅遊巴及司機服務，由旅遊巴公司收取學生月費。亦有一些專門接送學童而設的車輛，稱為褓姆小巴，部份財政比較充裕的學校，由於經濟上可以負擔自己的車隊，所以車輛只會為學校的學生服務，而平時亦停留在學校內。對於經濟能力稍遜的學校，會約定部份褓姆小巴司機，為學童提供服務。通常都會在一程車內接送區內學生到另一區的多家學校。這些司機通常行走固定路線，而且路程比較遠（例如：往返沙頭角至粉嶺）。大學的校車則分為來往大學校園內不同地點的免費穿梭巴士以及接送學生來往鐵路車站或主要交通樞紐的收費校巴。

### 美國

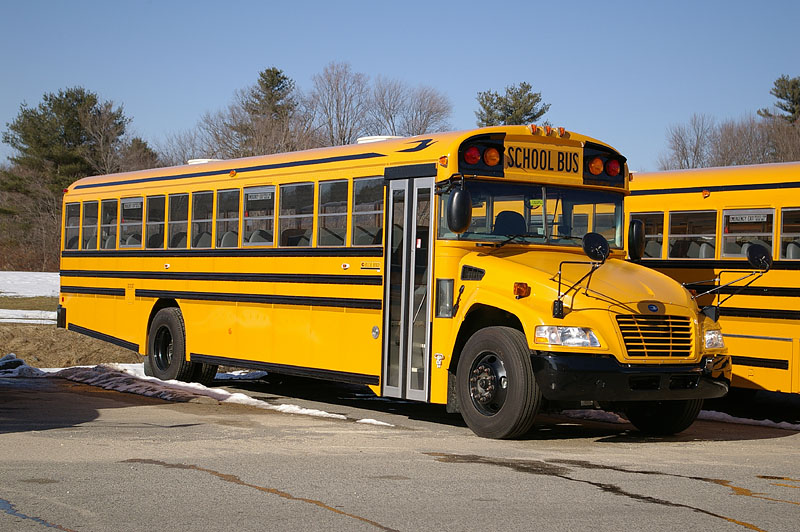
緬因州一輛校車

美國的校車，特別是小學校車，大部分的學校都配有至少一輛；此外校車左側會有可伸縮的停止告示牌（具有法律效力），在伸出之後，可提醒後方來車禮讓兒童，直到學童下車或通過路口才予以放行。此外美式校車的特色是車體顏色為黃色，車體龐大且堅固，車側有長條黑線標示出乘客軀幹位置，並接受運輸管理當局嚴格監測與測試方可上路以保障學生安全。

### 中國大陸
据《北京晚报》，2011年底以前，中国大陆对校车的管理还不成熟，校车事故频发。少数制造商推出了仿照美式校车的汽车产品。
在2011年11月16日上午9时许，甘肃省庆阳市正宁县的小博士幼儿园校车在榆林子镇西街道班门口与咸阳号牌的大翻斗运煤货车发生严重的交通事故，造成19名幼儿、1名司机及1名陪护教师死亡，44人受伤，伤者多为幼儿园的儿童，其中重伤十余人。出事幼儿园校车严重超载，核载9人车辆实际上载64人。且事发时在逆向行驶。
2011年11月27日，国务院责成有关部门在一个月内迅速制订校车安全条例，抓紧完善校车标准，并且明确地方政府和部门责任，严格责任追究制，对发生的恶性事故要依法严肃处理。
2011年12月11日，国务院法制办发布了《校车安全条例（草案征求意见稿）》，面向社会征求意见。
一个代表性的意见是《关于中国校车问题的科学思考 （页面存档备份，存于）》。
而在高等院校，校车大多为来往不同校区之间的巴士。
近年来也有一些地区的城市公交业者开始提供通学服务，如北京公交，但配车并非仿照美式校车设计的车型。

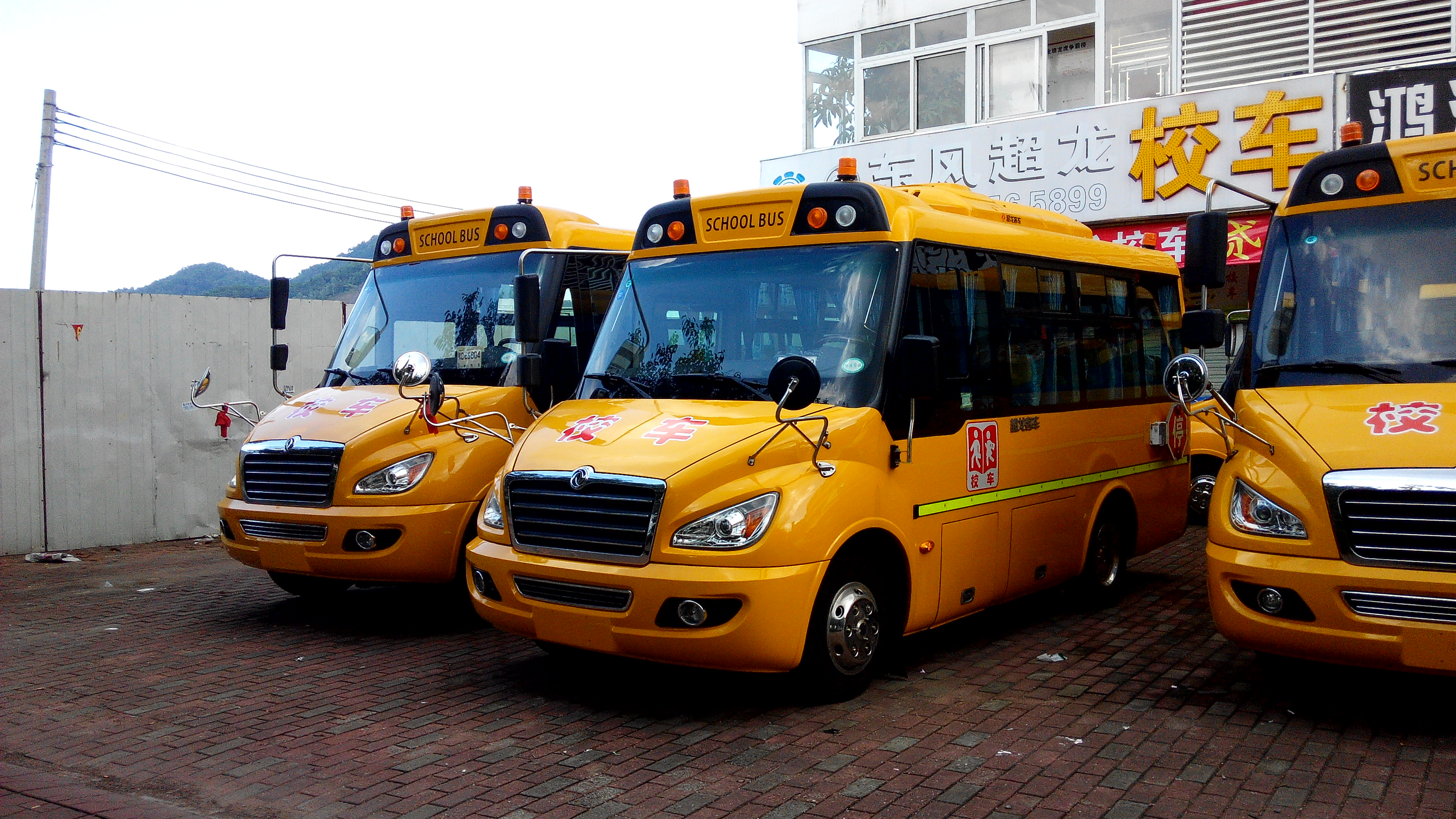
位于深圳的校车（2016年）
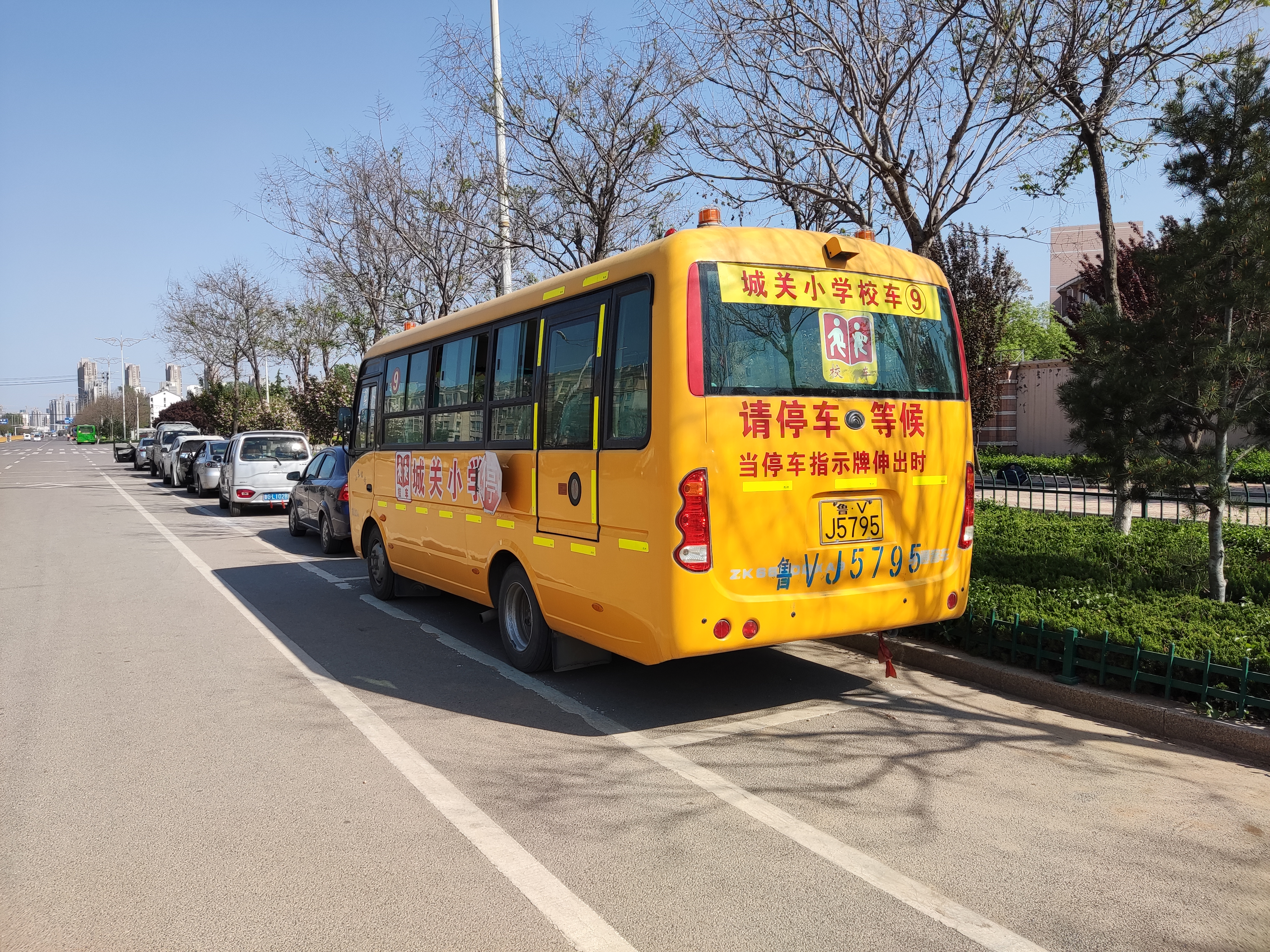
隶属于临朐城关小学的宇通校车（2021年）
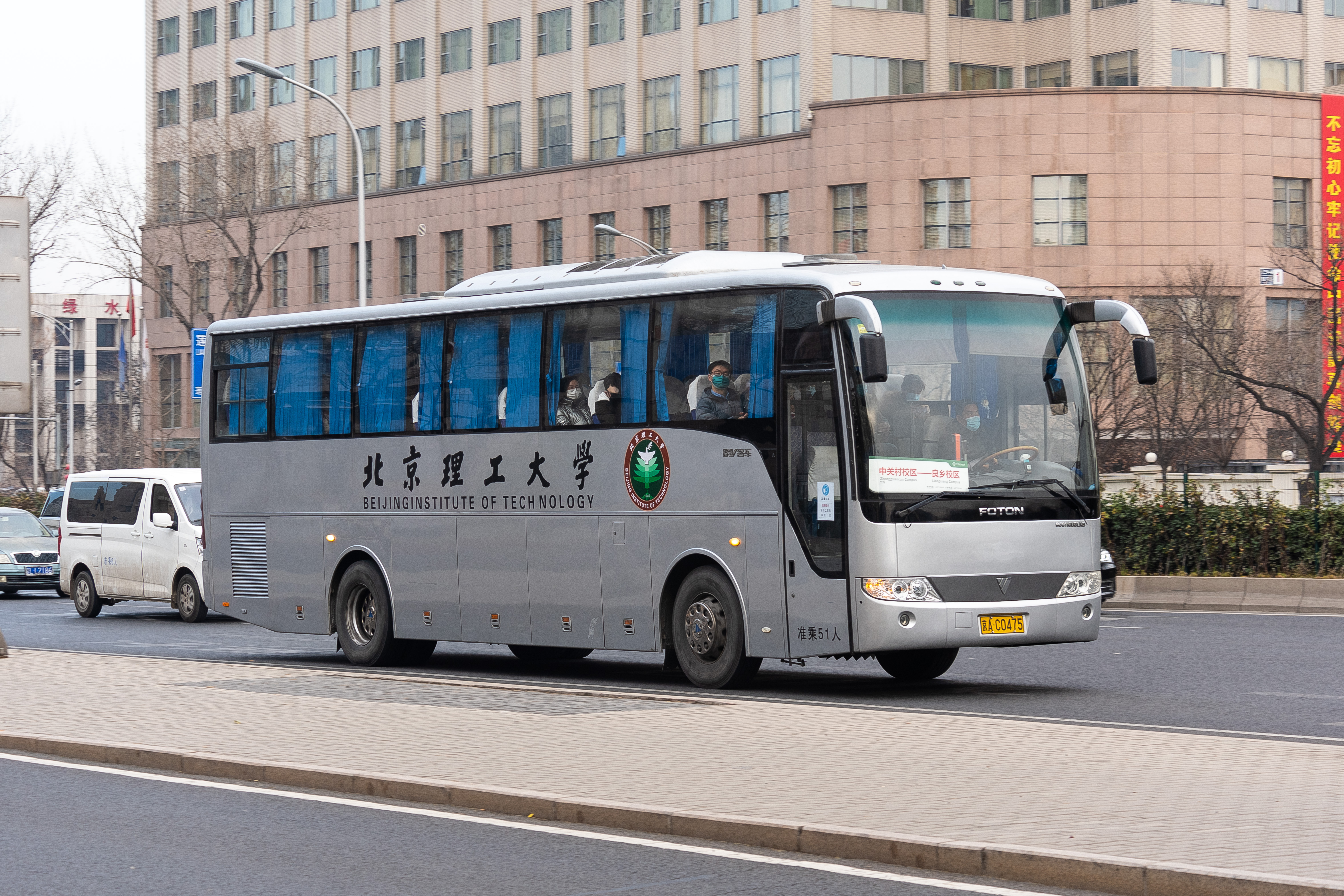
北京理工大学中关村校区往来良乡校区的校车（2021年）
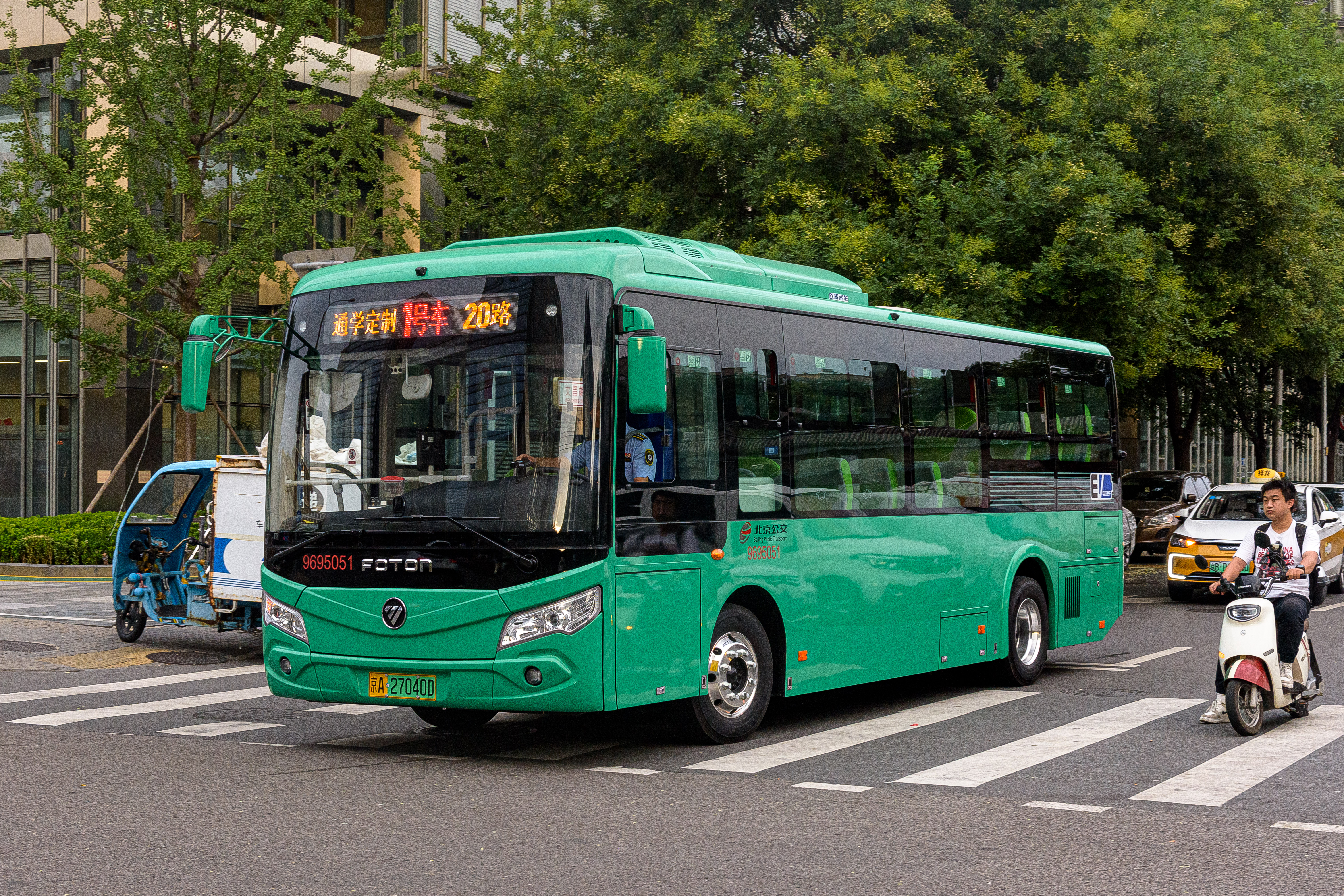
北京公交为北京第二实验小学开行的通学定制公交（2023年）
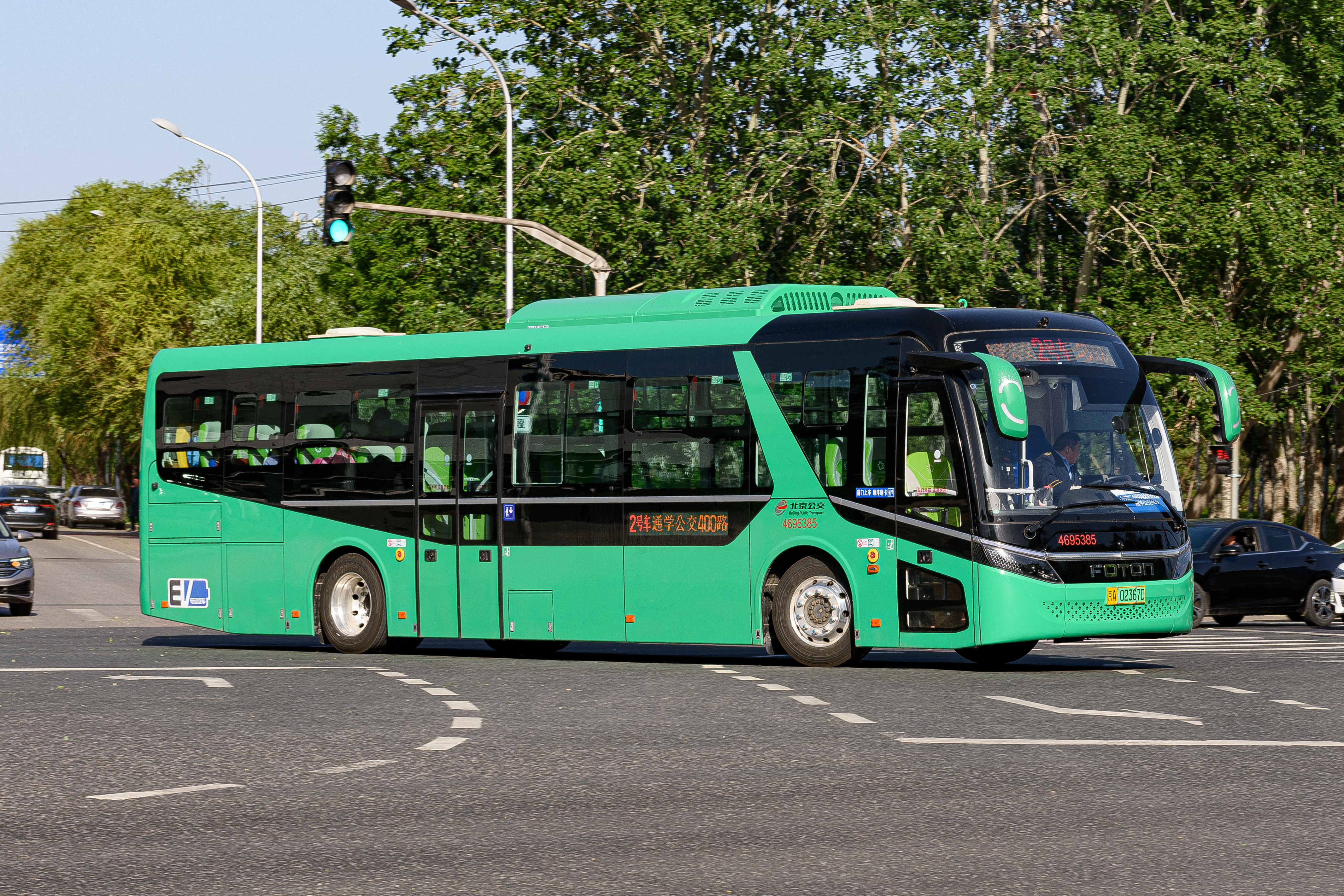
北京公交为中关村第二小学科学城北区分校开行的通学定制公交（2024年）

## 另見
- 健康幼稚園火燒車事件